# Axalta Coating Systems
A Axalta Coating Systems é uma empresa de revestimentos automotivos com sede na Filadélfia, no estado da Pensilvânia nos Estados Unidos, foi fundada em 1866 fabricando revestimentos para carroças, atualmente está presente em mais de 130 países e possui mais de 13 mil empregados.